# Сан-Бьяджо-ди-Каллальта
Сан-Бьяджо-ди-Каллальта (итал. San Biagio di Callalta, вен. San Biasio de Całalta) — коммуна в Италии, располагается в провинции Тревизо области Венеция.
Население составляет 11 442 человека, плотность населения — 238 чел./км². Занимает площадь 48 км². Почтовый индекс — 31048. Телефонный код — 0422.
Покровителем населённого пункта считается святой Власий. Праздник ежегодно отмечается 2 февраля.